# Alfred Fourneau
Pour les articles homonymes, voir Fourneau.
Alfred Louis Fourneau (né le 14 juin 1860 à Rambouillet et mort le 19 mai 1930 à Paris) est un explorateur et administrateur français en Afrique subsaharienne.
Il fait son premier séjour au Gabon en 1884-1885. Recruté par Pierre Savorgnan de Brazza et Chavannes, il explore la région comprise entre le nord de l'Ogooué et le Rio Campo en 1889. Brazza lui confie en 1890 la mission de remonter le cours de la Sangha en direction du lac Tchad. Son expédition, partie de Brazzaville le 19 février 1891, est victime dans la nuit du 12 au 13 mai 1891 d'une attaque des Gbaya du village de Zaouro Koussio, et doit rebrousser chemin. Sa troisième mission, en compagnie de Fondère, l'amène à étudier la faisabilité d'un chemin de fer entre Libreville et la Sangha. À partir de 1888 et après 1900, il explore la région du Woleu-Ntem.
Il est nommé administrateur du Tchad du 19 octobre 1902 à novembre 1903, puis du Gabon, du 5 août 1905 au 27 avril 1906. Il devient gouverneur des colonies en 1906. Il prend sa retraite en 1908.

## Travaux
- Au Vieux Congo : Notes de route, 1932[4].